# 三菱Lancer Evolution
三菱Lancer Evolution，俗稱EVO、LanEVO，是三菱汽車開發的四門高性能轎車，該車型以前輪驅動的小型四門家用轎車Lancer為藍本，總共開發了10代，均由羅馬數字作輔助標記。搭载了2升渦輪增壓引擎和全時四輪驅動系統。1990年代初，三菱汽車派這種車型參加世界拉力錦標賽，因其由托米·马基宁在1996-1999年驾驶该车連續勇奪世界拉力錦標賽的年度車手冠軍寶座，三菱Lancer Evolution的名字因此而紅遍全球，成為諸多追求高性能車迷們追捧的愛車之一。
该车最初只在日本本土和其他右駕地區包括香港、新加坡、馬來西亞、澳洲、紐西蘭、英國等發售，直到1997年由於在世界拉力錦標賽的佳績，该车名聲大振，開始生產左駕版銷往歐洲市場。2003年，三菱汽車看到了其競爭對手速霸陸的斯巴鲁Impreza WRX STi在美國市場獲得了成功，決心從第8代Lancer Evolution開始起出口至北美市場。

## （第1代，1992年10月-1994年1月）
1992年9月7日正式發布，于同年10月开始发行，以當時的三菱Lancer為基礎，搭载来自Galant VR-4的2.0公升雙頂置凸輪軸16氣門直列四缸渦輪增壓引擎（引擎代号为4G63，自此使用至Lancer Evolution IX），壓縮比較原先提高至8.5:1，裝設中冷器、中空封納汽門、灑水器，可在6000轉時輸出達250匹的峰值馬力，並在3000轉時即可爆發出31.5 kgm 的峰值扭力，最高時速達228公里，並在三菱專門研發的黏藕防滑差速器(Viscous Coupling Unit，VCU)、中央差速器和全時四驅系統的配合下發揮出極其優異的運動性能。懸吊系統採用前麥花臣後多連桿的配置。此外使用鋁製通風引擎蓋、雙對向活塞剎車卡鉗、通風剎車碟等，提高全車操控性。

此外该车還推出了RS版，取消了ABS、電動窗戶、座椅、後擋風玻璃雨刷和使用輕量化輪圈，較GSR減少了70kg。推出時在日本造成了轟動，在短短3天內便卖出2500台，而三菱最早计划限量发行2500台，使得三菱追加生产了2500台。而它独特的通風引擎蓋，以及配有高位剎車燈的大型尾翼從此也成為三菱Lancer Evolution最大的特征。

## （第2代，1994年1月-1995年2月）
三菱汽車在1993年12月通過分析其在世界拉力錦標賽的參賽經驗以及各項數據，在進一步對引擎性能及懸吊系統改良的基础上推出了Lancer Evolution II。
虽然该车仍然使用4G63型引擎，但通过通過改良排氣管壓力，以及提升气门扬程、渦輪增壓值，峰值馬力提升至260匹，并且5速手排變速箱的1、2檔齒比也改得更加緊密。另外，通過改良离合器压板的材质，这一代车型的變速器操作及耐久性有所提升。車身方面，後輪拱加寬，輪胎尺寸也從上一代的195/55R15改至205/60R15；尺碼上軸距加長10毫米，前、后輪距分别加大15毫米及10毫米，改良車體操控性。懸吊系統加裝了防倾杆，強化了彈簧和避震器的性能，使懸吊運作更加精確。

## （第3代，1995年2月-1996年8月）
1995年2月10日，三菱在引擎性能及空氣動力學再度强化的基础上推出了Lancer Evolution III。
该车外觀经过了重新设计，使其看起來更具戰鬥氣息。在大幅改善並充分利用空气動力学的目标下，前車頭左右两侧加设了进气孔，改善了引擎和剎車系统的冷却效能。同時尾翼加大至与车体同宽，以确保更佳的下压力。在動力方面，渦輪口徑由原本的65mm增加至68mm，並改良引擎活塞、連桿、曲軸，將引擎壓縮比從8.5提高至9.0:1，將灑水器增設為2具，而排气系统管径加大，降低回压，峰值馬力达到了270匹。

## （第4代，1996年1月-1998年1月）
1996年，随着三菱Lancer的大改款，有传言称Lancer Evolution就此壽終正寢，但三菱汽車並未宣布退出世界拉力錦標賽，同年8月23日，三菱汽車發布了基於新型Lancer平台開發的Lancer Evolution IV。
外观上，新加入的两盏巨大的圆形雾灯、更为高耸的大尾翼以及16寸的OZ輪轂，使得此代车型更具有战斗力。
这一代仍然搭载了4G63引擎，但配置被左右反轉，因此扭力轉向和前後配重比得到了提升，壓縮比由9.0:1降低為8.8:1，而中央冷卻器尺寸較以往增大15%、並改良工作效率更高的进排气系统、双涡流涡轮增壓器以及更高角度的頂置凸轮轴等，最高马力达到了280匹，而这是日本各家汽车公司訂立君子協定後对乘用车马力的最大限制值，峰值扭力暴升至36KGM。此外，该代车型采用了前、后通风碟剎車系統，全新设计的密齿比5前速手動变速器，以及全新的雙A臂多连杆懸吊系統。
此外，这一代车型加入了三菱開發的主動式舵角控制器(Active Yaw Control，AYC)，取代一般傳統的限滑差速器，由電腦控制車輛縱向以及橫向重力加速度、轉向、煞車、節氣門開啟度等感知器回傳訊號，可將引擎扭力傳遞至抓地力最良好的車輪上，使其过弯能力大幅提升。
这一代包含GSR和RS两种版本，但RS仍將傳統的限滑差速器作為標準配備以減輕重量。

在日本市场三菱本打算只推出6000部，但由于反响热烈而追加生产了6000部，並首度出口至歐洲。 

## （第5代，1998年1月-1999年1月）
随着1997年世界拉力錦標賽启用新的分类等级，三菱汽車重新設計了Lancer Evolution，并于1998年1月發布了Lancer Evolution V。
这一代车型由於當時日本車廠君子協定的马力限制，峰值馬力依然維持在280匹，但是引擎扭矩得到了提升，在擴大渦輪排氣口，採用輕量化活塞，增大噴油嘴、汽油泵浦、散熱器以及機油冷卻器的幫助下，此代车型的動力輸出可謂更趨完善。
車體方面再次调整，後輪胎尺寸也增加為225/45R17；尾翼由FRP材質更換為鋁製，並可以調整翼面角度；前懸吊系統首次採用了倒立支柱式懸掛，剎車系統也升級至前對4、後對2的Brembo卡鉗，一改前代制動性能和輪胎尺寸不足的缺點。
这一代仅仅限量上市6000台，当时对于它的评价甚至称该车達到了完美並成熟的境界。

## （第6代，1999年1月-2001年1月）
随着1999年起世界拉力錦標賽再次启用新的标准，三菱在对外观做出调整的情况下推出了Lancer Evolution VI。
前保險桿及尾翼的突出部分被取消，其引擎冷卻效能和空動性能却未被弱化。外觀上原先前兩代巨大的霧燈尺寸縮小，尾翼為了保持原有下壓力，由單層式變成獨有的雙層式設計。
Lancer Evolution VI的耐久性得到了提升。如活塞使用冷却槽方式，即利用機油循環於各活塞頂部，來冷却活塞並且提高引擎缸體承受爆震的極限。這種方式使得機油溫度大幅上升，氣冷式的機油冷却器規格也進一步加大，同时車頭部分也採納了從前保險桿的進氣口吸入冷空氣，並且從側面排出熱氣的設計，加上改良的冷却管路，增加散熱液循環量，大大增進整個引擎的冷却效率。此外，機油底殼形狀也加以改良，以應對機油溫度的大幅增高。
此外，RS版采用了鈦鋁合金的渦輪增壓器。因为其的輕巧，减少了工作時大約50％的回轉力矩，同时也改善了引擎輸出反應的靈敏性。傳動系统方面为了可以承受更高的扭矩而進一步升級。双片式離合器成为RS版的選配，其通過使用耐久性優異的超耐熱硬度合金材質，可承受最大傳動扭力是傳統離合器的1.3倍。
操控方面，第六代车型變更了懸吊的幾何角度，並降低防傾桿中心高度，增加輪胎接地性能。車體後方不單是傳統的鋁製大樑，後摇臂、拖曳臂、傳動軸等全部改用鍛造鋁材，以實現輕量暨高剛性的目標，前后车窗的周边以及后行李箱的周边大约增加了總共130個焊接点，引擎室内的钢板厚度也得到加厚，并在其接合处使用工业胶水實現二次补强，整車车体的刚性得以有更长足的进步。此外该代车型推出了290匹马力的版本，限量7000台。

随着三菱拉力車隊的車手湯米·麥肯南四次蟬聯世界拉力錦標賽的車手冠軍，三菱Lancer Evolution當時在世界的聲勢也如日中天，並開始出口銷往英國和澳洲等地，为此，三菱汽車在2000年發布了紀念版车型——Lancer Evolution VI T.M.Edition。

## （第7代，2001年1月-2003年1月）
2001年1月26日，Lancer Evolution VII发布。这是在2001年三菱Lancer大改款后发布的第一款Lancer Evolution。
第七代车型基于三菱Lancer Cedia为設計基础，車頭部分大致維持該車系特有的風格，引擎蓋上方的盾形散熱口以及向外拱出的前後翼子板看起來更加霸氣，尾翼的設計也由上一代车型的双层式回歸至单层设计。内装方面，金属质感的中央控制台、Momo代工的跑車方向盤，还有Recaro专为其设计的桶式赛车座椅使得此代车型凸顯出了濃烈的战斗气息，非常具有运动风格。
車體軸距增加了115mm、輪距前5mm後10mm，因應尺寸加大的影響，除了車架輕量化，補強則在避震器上塔進行強化，C柱下方則熔接了V字樑，以及追加其他處共20個熔接點，使得这一代的剛性增加了50%，維持了一貫優異的操控性。
第七代Lancer Evolution依然沿用型号4G63的2.0升雙頂置凸輪軸16氣門直列四缸渦輪增壓引擎，扭矩輸出方面再一次得到了提升，在涡轮增压器、散热系统的改良与凸轮轴中空设计等零件輕量化改良之后，在3500轉时可壓榨出39.0kgm的峰值扭矩。但此代车型仍然使用當時已略顯落後的5前速手動变速器，但是三菱汽車在此代车型上搭载了全新开发的ACD（Active Center Differental）主动式电控中央差速器，以电子方式控制每個車輪的扭力分佈，再搭配上原有的AYC（Active Yaw Control）主动式偏向控制系统，在路感的回馈以及彎道循迹性能的表现上有了大幅的提升。

## （第8代，2003年1月-2005年3月）
2003年，三菱对Lancer Evolution再一次進行了革新，標配了17寸的Enkei輪圈以及Brembo的剎車系統，以進一步的強調其操控性，外觀上在水箱護罩前設計了一中央鼻柱為最大的特徵。马力仍然是280匹，仍然搭配5前速手動變速器。
三菱汽車這一次為了和與斯巴鲁的Impreza WRX STI在北美市場一決高下，將一款全新設計的6前速手动变速箱引入到了主要針對北美市場的MR版本中。而面向北美市场的MR版，搭配6前速手動變速器，17寸的BBS輪圈，鋁合金車頂，Bilstein的避震器以及前橋的限滑差速器令其性能得到極盡的發揮。
这一代车型更在英國市場發售了“MR FQ”版，可选马力300匹、320匹、340匹、400匹四个版本，有传言FQ代表英文"F**king Quick"，雖然這種說法沒有得到三菱汽車的官方回應，但这也证明了三菱对4G63引擎開發到了極致完美的境地。特別是FQ400的引擎輸出升功率達到了大約每公升輸出200匹（151.3千瓦）馬力。這款只在英國發售，並且售價高達4萬7千英鎊的FQ400，可以輕易的在3.5秒內將重量達1450公斤的整車加速至60英里。
2002年，英國的著名汽車電視節目Top Gear曾對FQ400型号做了賽道測試，达到了1分24秒8的成績，仅仅落后了兰博基尼Murciélago約1.1秒。
此外，日本的知名改装配件厂HKS将此代车型大幅度改装，並打破了多個賽道的舊有記錄。
在台灣，曾由中華汽車旗下的華菱汽車少量引進了60部，但因售價高達182萬新台币，反响平平。

## （第9代，2005年3月-2007年1月）

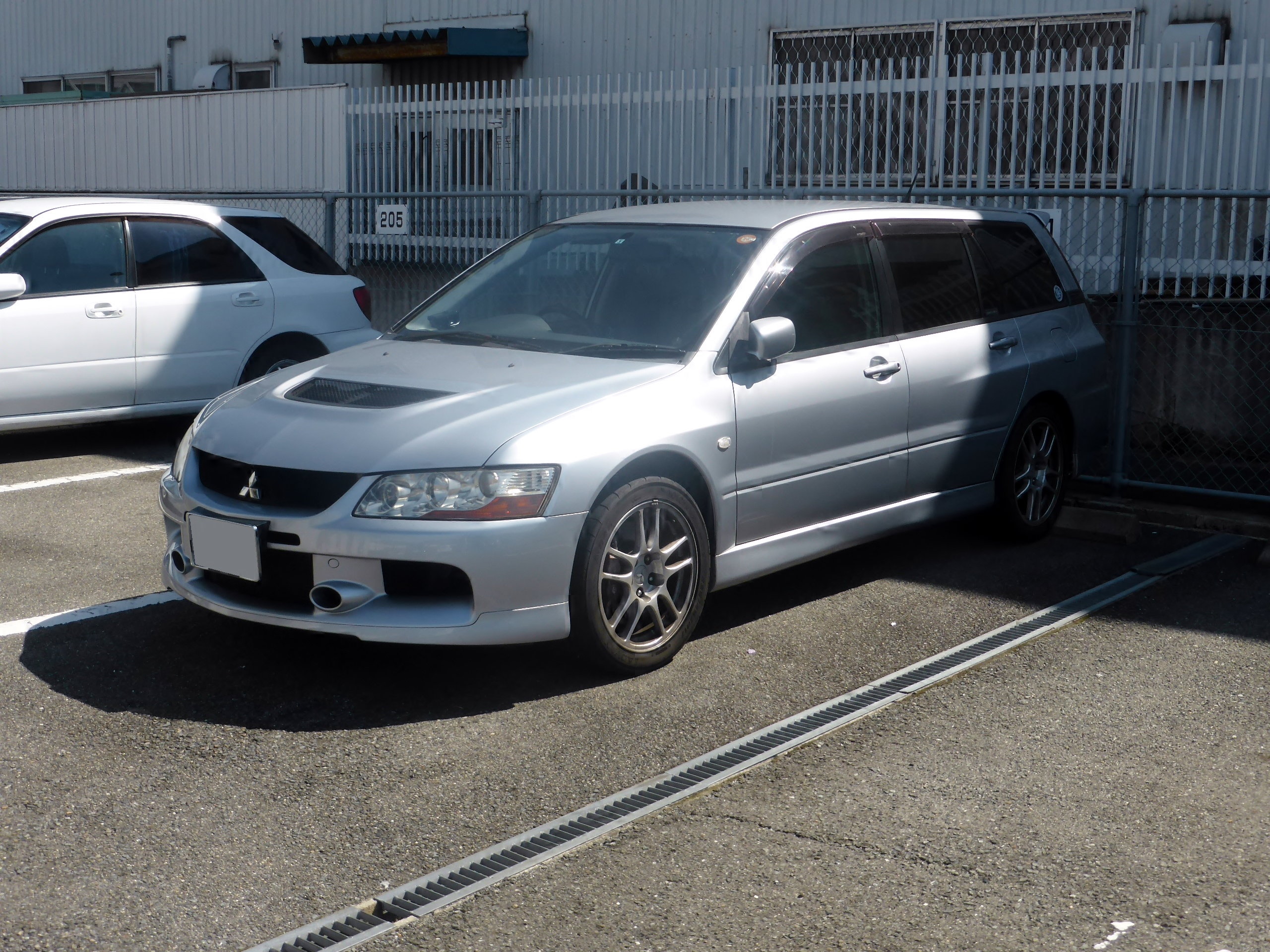
第九代车型的五门旅行版车型

2005年3月3日，第9代Lancer Evolution在日本首先发布，国际版在同年的日內瓦車展及紐約國際車展中发布。
第九代车型依然沿用了代号4G63的2.0升涡轮增压直列四缸引擎，但在引入了三菱MIVEC可變氣門电子控制技术之下，馬力和扭矩提升到了291匹及392牛米。
而在日本市場，亞洲市場以及歐洲市場發售的車型，引擎的峰值馬力在維持280匹不變的情況下，扭矩最高提升至400牛米，而RS、GT款式的峰值扭力輸出更達407牛米。
ACD系統和AYC系統的强化使得这一代车型將此代车型的操控性發揮得淋漓盡致，ACD系統增强路感回馈，负责控制舵角和車速，並根據驾驶者踩踏油门的变化提前做出反应，於此同时，ACD系統所感测到的资料再传给AYC系統，当ACD系統将滑移减到最小的时候，AYC系統就会給予车辆最大的转向值訊息，二者搭配的可謂天衣无缝。
第九代车型随着三菱汽車決心傾力在美國市場與斯巴鲁的Impreza WRX STI一較高下，幾乎將全線版本引入美國市場，而在英国市场，则继续推出MR FQ特别版本。
2006年，这一代车型以进口方式引入中国内地市场，售价达到50万人民币，在日本限量發布了2500輛5門旅行版車型，少部分车型流入欧洲市场。
2005年，三菱对外展出了基于第九代车型开发的“Lancer Evolution MIEV”纯电动车型，采用四个轮内电机以达成四轮驱动，可输出270匹马力，扭矩更达到了515牛米，但因重量和成本问题未能最终投产。

## （第10代，2007年10月-2016年5月）
其前身来自2005年的第39届东京车展上亮相的三菱Concept-X概念车，由著名汽車設計師奧默·哈里霍季奇在三菱汽車歐洲設計中心設計，这是Lancer Evolution X的概念车。後於2007年亮相北美國際車展，并更名为Prototype-X。
Lancer Evolution X使用了三菱汽車全新設計的2.0公升全鋁直列四缸渦輪增壓引擎（引擎代号为4B11T），另外，由於三菱汽車銷售業績在市場上節節敗退，这一代提供的各個版本較少，北美市場最初只提供了GSR和MR兩個版本。
第十代车型較上一代车型有着很大变动，除了5速手動變速器，亦可選擇全新的"TC-SST"雙離合半自動變速器，並採用了三菱汽車進一步改良的四輪驅動系統——S-AWC超能全時四輪控制系統。通過三菱汽車公佈的S-AWC的技術信息來看，S-AWC四輪驅動系統可以將引擎輸出的扭力以需要的比例在任何時候傳送至任何一個輪胎上。
日本本土于2007年10月1日起销售，2008年1月在美國發售，同年2月、5月开始在加拿大、英國销售。虽然该车的評價不俗，但銷量不斷下跌。

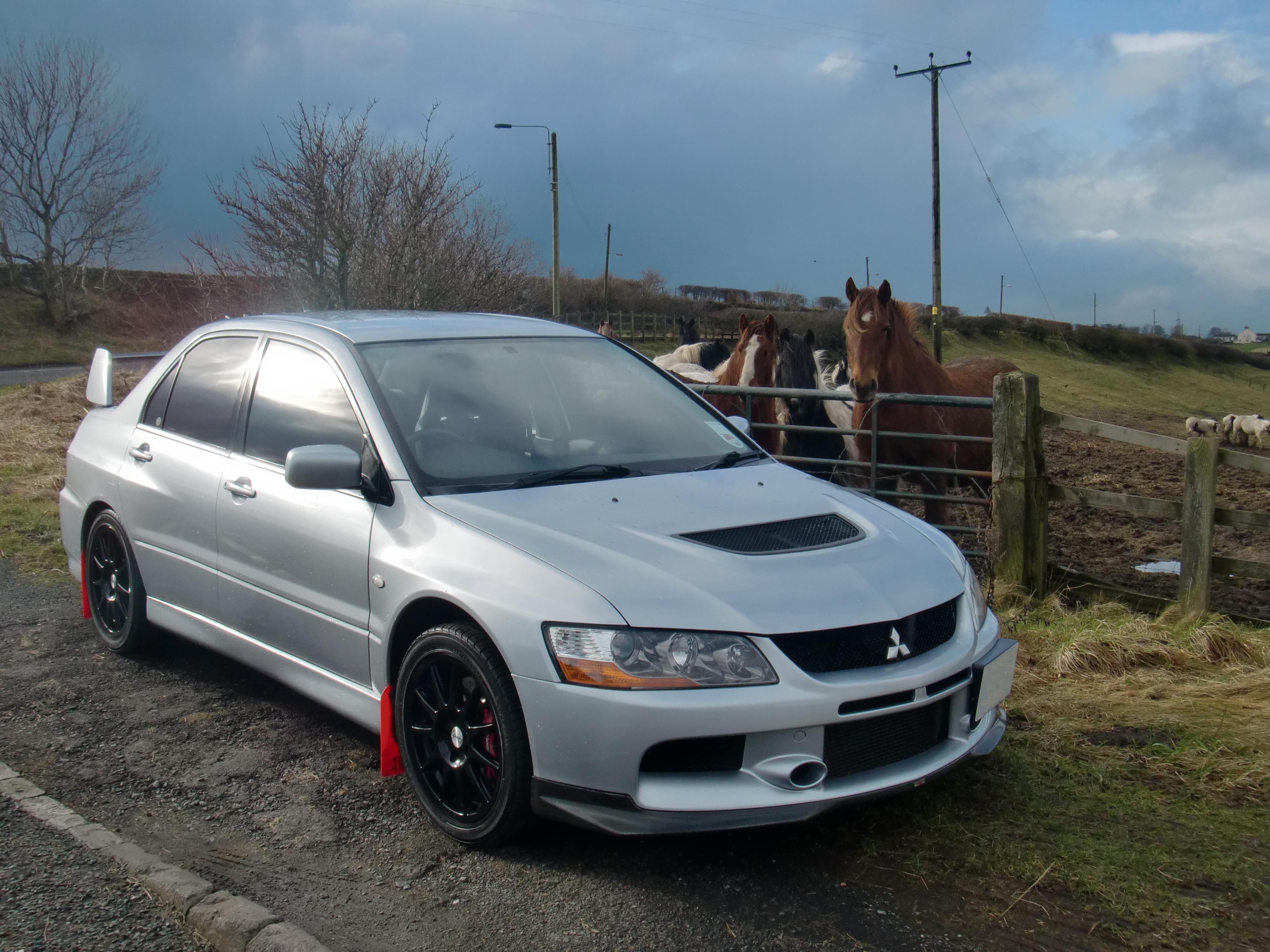
第九代车型的MR FQ-360款式

自2015年起，Lancer Evolution X不再提供雙離合半自動變速器版本。2015年-2016年推出了“Final Edition”，基于GSR版本而来，搭载了Enkei的輪框，输出马力为313匹，随着第1000台日規、第1600台美規、第100台澳規，總計3100臺Final Edition出廠後，三菱Lancer Evolution系列就此寿终正寝。

### 配置一览

#### 日規版本
引擎的峰值馬力在6500轉時輸出280匹，2009年式開始提升至300匹，尾燈亦稍作變更。
- RS - 標準配備5前速手動變速器，16英寸輪轂。
- GSR - 標準配備大尾翼，5前速手動變速器或選配6前速TC-SST雙離合半自動變速器，尺寸為245/40R18的橫濱輪胎及Enkei 18英寸12輻合金輪圈，亦可選配BBS 18英寸14輻合金輪圈，配備Brembo剎車系統及S-AWC超能全時四輪控制系統。
- GSR-Premium - 引擎蓋及前沙板風口顔色與車身相同，進氣格栅外框為銀色，在GSR版本的標準配置基礎上增加了Rockford Fostgate的豪華音響系統，MMCS人際交互系統（含30GB容量的硬盘，7英寸的顯示屏及衛星導航系統）。
- GSR Ralliart Edition - 2008年銷售的特別限量版之一，馬力峰值上調至304匹，配備特別設計的5前速手動變速器，黑色的18英寸輪轂，以及與FQ系列相似的空氣動力套件。

#### 美規版本

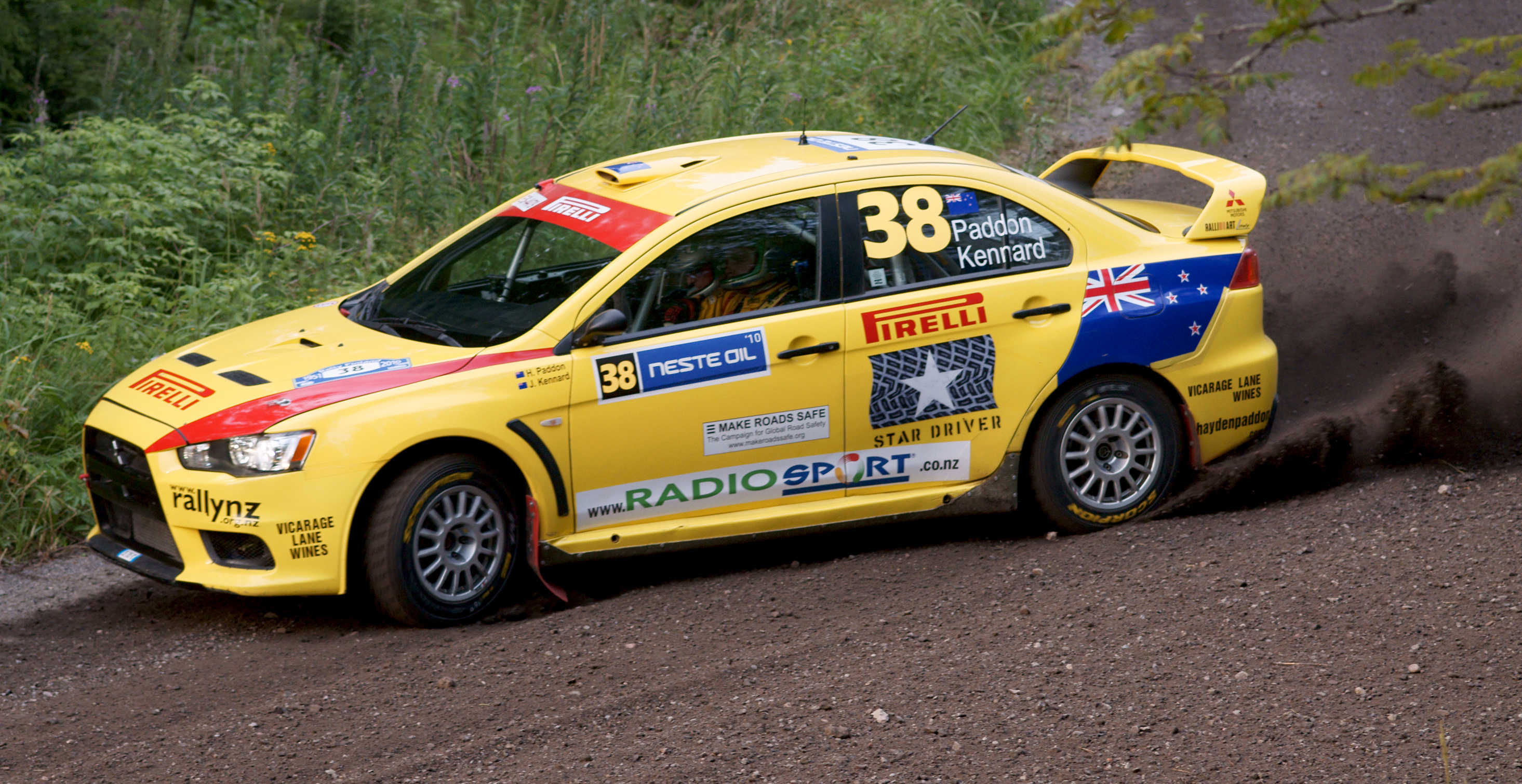
2010芬蘭拉力賽EVO X (Hayden Paddon)

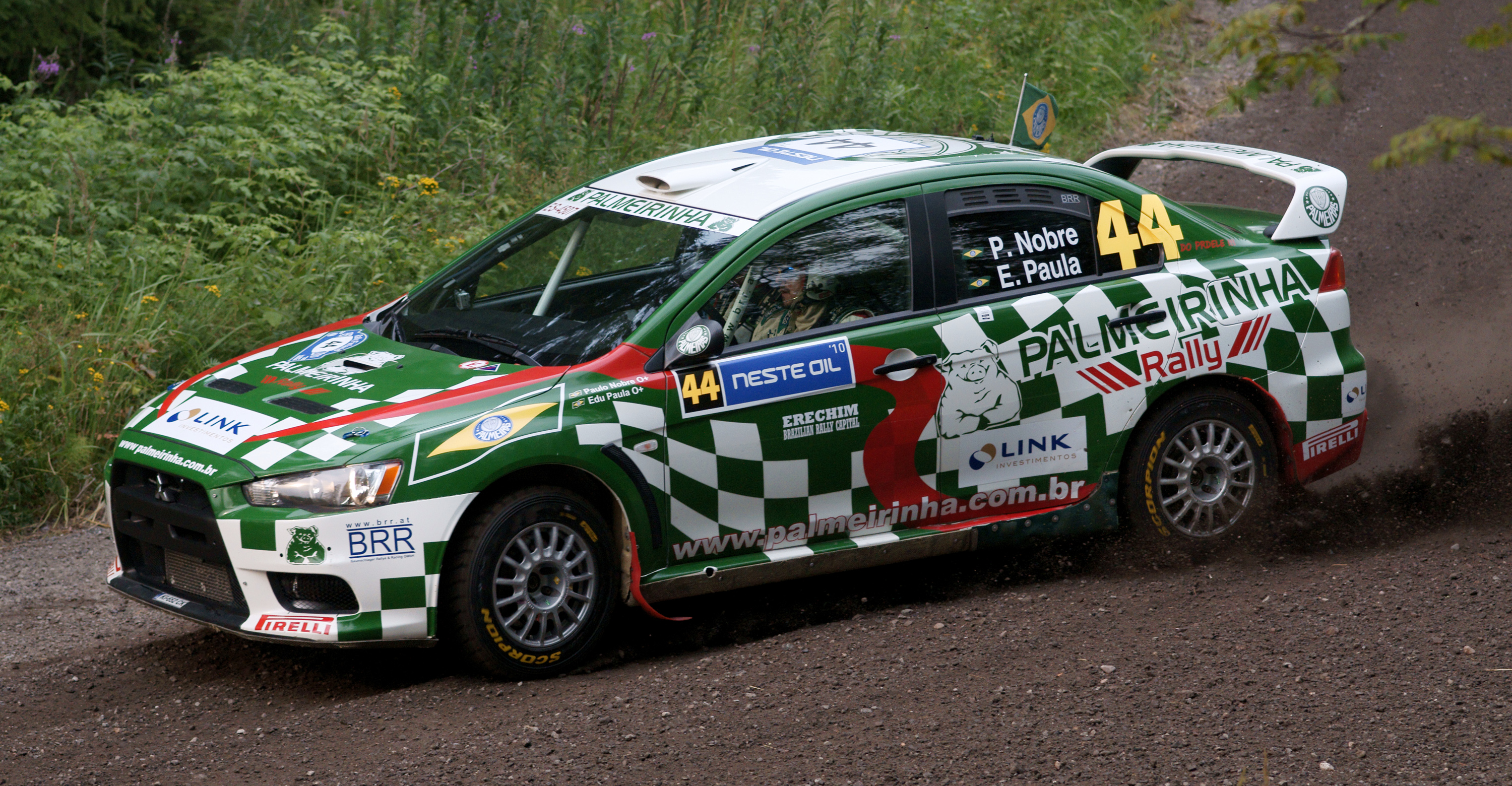
2010芬蘭拉力賽EVO X (Paulo Nobre)

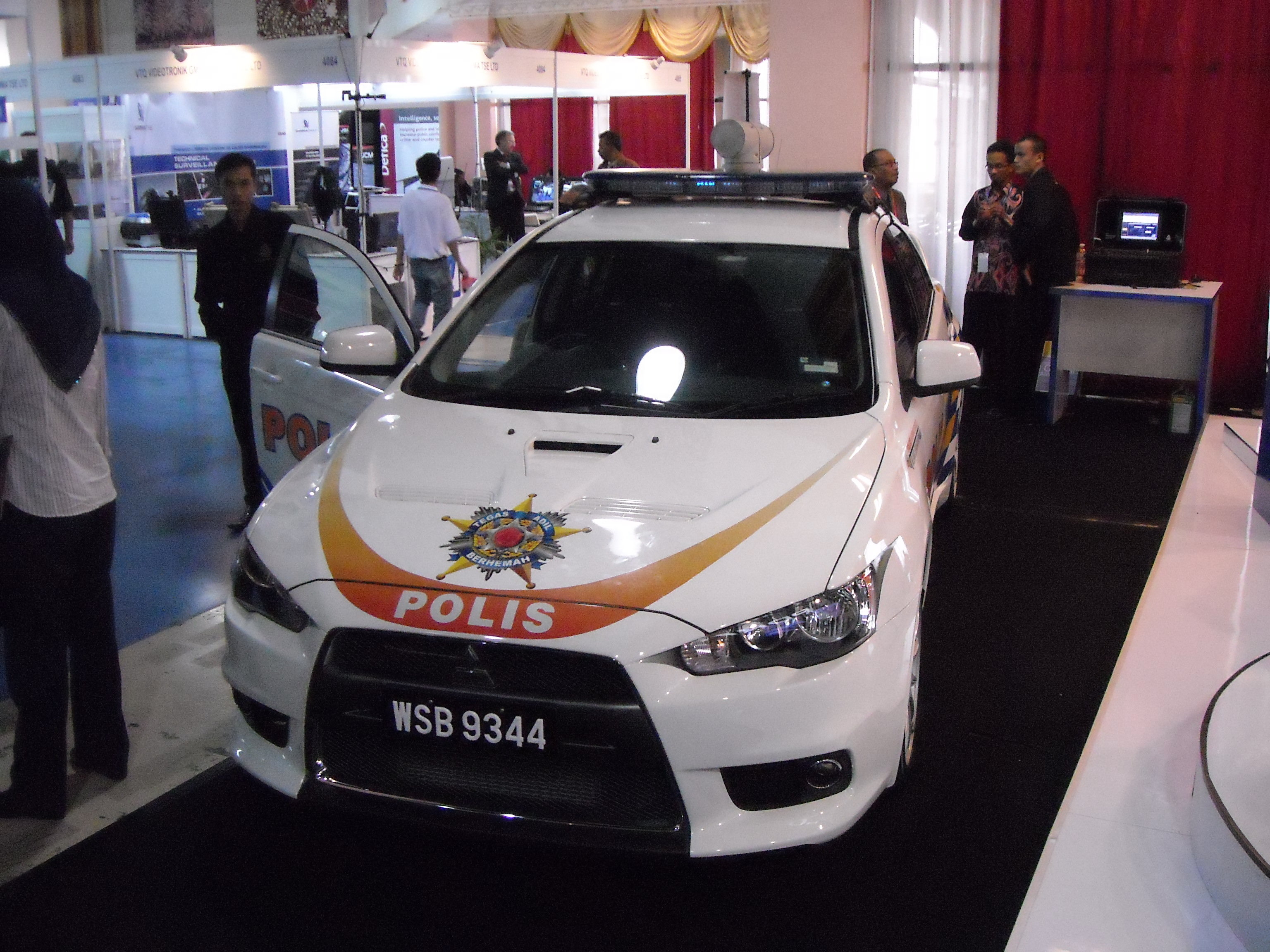
馬來西亞皇家警察警車

引擎的峰值馬力在6500轉時輸出295匹，在4400轉時輸出407牛米的峰值扭力。
- GSR - 在日規版GSR的基礎上配備一款小尾翼，並且只有5前速手動變速箱可供選擇。
- MR - 搭载6前速TC-SST雙離合半自動變速器，Bilstein的避震器，Eibach的減震彈簧，HID頭燈，Recaro出品的桶式賽車座椅以及BBS出品的18英寸合金輪圈，另外推出了MR Premium - 在MR的配置基礎上增加了Rockford Fostgate出品的音響系統及MMCS人際交互系統。

#### 英國版本
引擎輸出與日規版本調校相同。
- GS - 日規的GSR版本。
- GSR - 同日規的GSR-Premium。
- GSR SST - 搭配6前速TC-SST雙離合半自動變速器。

以下為在英國發售的特別版本：
- FQ-300 - 峰值馬力為295匹@6500轉，峰值扭力為407牛米@3500轉。在4.7秒內即可完成時速0至100公里的加速。
- FQ-330 - 峰值馬力為329匹@6500轉，峰值扭力為437牛米@3500轉。在4.4秒內即可完成時速0至100公里的加速。
- FQ-360 - 峰值馬力為359匹@6500轉，峰值扭力為492牛米@3500轉。在4.1秒內即可完成時速0至100公里的加速。
- FQ-400 - 峰值馬力達403匹@6500轉，峰值扭力達524牛米@3500轉。在3.8秒內即可完成時速0至100公里的加速，限量發售100台。
- FQ-440 - 峰值馬力達440匹@6800轉，峰值扭力達558牛米@3100轉。限量發售40台。

#### 歐規版本
引擎輸出與美規版本調校相同，並只提供GSR和MR版本。

#### 澳洲版本
引擎輸出與美規版本調校相同，提供GSR，MR及一款名為Bathurst Edition特別版。
- Bathurst Edition - 澳洲限量發行500台，峰值馬力為336匹，峰值扭力為436牛米。

#### 東南亞市場

##### 菲律賓
同美規版本。

##### 馬來西亞
仅供MR版本。2009年作为馬來西亞皇家警察的高速公路巡邏跑車。

## 汽車運動
在優秀的設計下，三菱Lancer Evolution在世界拉力錦標賽上一直維持著活躍的成績。90年代末期可說是三菱Lancer Evolution在世界拉力錦標賽的蜜月期。自1996年起，在托米·馬基寧的駕駛下奪得隊史第一座年度冠軍，至1999年完成車手車隊4連霸。
1997年6月1日，亞洲第一飛人柯受良，駕駛第四代Lancer Evolution成功飛越黃河天塹 - 壺口瀑布（長度55米），歷時1.58秒。